# Megalurinae

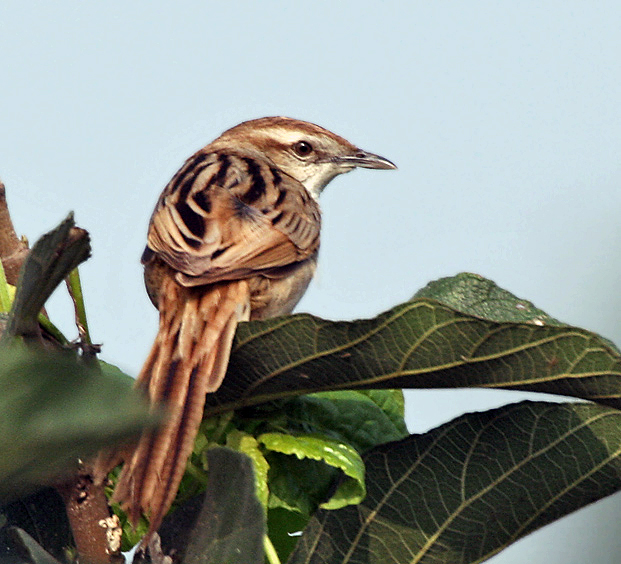
Mégalure des marais (Megalurus palustris)

Dans la classification de Sibley-Ahlquist, la sous-famille des Megalurinae comprenait 10 genres et 21 espèces de passereaux de la famille des Sylviidae.

## Liste alphabétique des genres
- Amphilais S.A. Parker, 1984
- Buettikoferella Stresemann, 1928
- Chaetornis G.R. Gray, 1848
- Cincloramphus Gould, 1838
- Eremiornis North, 1900
- Graminicola Jerdon, 1863
- Megalurulus J. Verreaux, 1869
- Megalurus Horsfield, 1821
- Schoenicola Blyth, 1844
- Trichocichla Reichenow, 1890

## Liste des espèces
N.B. : l'ordre de cette liste n'est pas aléatoire, il correspond à des liens de parenté entre les différentes espèces (phylogénie). Elle a été établie à partir des listes d'Alan P. Peterson et de la Commission internationale des noms français des oiseaux (Cinfo).
- Amphilais seebohmi (Sharpe 1879) — Amphilaïs tachetée
- Megalurus pryeri Seebohm, 1884 — Mégalure du Japon
- Megalurus timoriensis Wallace, 1864 — Mégalure fauve
- Megalurus macrurus (Salvadori, 1876) — Mégalure papoue
- Megalurus palustris Horsfield, 1821 — Mégalure des marais
- Megalurus albolimbatus (Albertis & Salvadori, 1879) — Mégalure à ventre blanc
- Megalurus gramineus (Gould, 1845) — Mégalure menue
- Megalurus punctatus (Quoy & Gaimard, 1830) — Mégalure matata
- Cincloramphus mathewsi Iredale, 1911 — Mégalure de Mathews
- Cincloramphus cruralis (Vigors & Horsfield, 1827) — Mégalure brune
- Eremiornis carteri North, 1900 — Mégalure du spinifex
- Buettikoferella bivittata (Bonaparte, 1850) — Mégalure de Timor
- Megalurulus mariae J. Verreaux, 1869 — Mégalure calédonienne
- Megalurulus whitneyi (Mayr, 1933) — Mégalure de Whitney
- Megalurulus rubiginosus (P.L. Sclater, 1881) — Mégalure rubigineuse
- Trichocichla rufa Reichenow, 1890 — Mégalure des Fidji
- Chaetornis striatus (Jerdon, 1841) — Graminicole rayée
- Graminicola bengalensis Jerdon, 1863 — Grande Graminicole
- Schoenicola brevirostris (Sundevall, 1850) — Graminicole à bec court
- Schoenicola platyurus (Jerdon, 1844) — Graminicole à queue large